# Отношения между Италия и Русия
Отношенията между Италия и Русия са двустранните външни отношения между двете страни, олицетворени от т.нар. „привилегировано партньорство“. Двете страни са пълноправни членки на Организацията за сигурност и сътрудничество в Европа.

## История
В международните отношения, в исторически план срещите между Италия и Русия са били малко. Русия има роля при контрола на италианската комунистическа партия между 1920 до 1991 г. Между двете държави няма значителни общности от емигранти зад граница. Италия има важна роля като един от ключовите партньори на Русия в Европа. През годините провеждат положителен диалог помежду си, и като следствие от това са установили различни икономически партньорства и двустранни политически меморандуми. Италия вижда интерес от поддържането на силни взаимоотношения поради геополитически причини.

### Руска империя
През XVIII век руският цар Петър Първи и други руски лидери гледат на италианските градове като културни модели, особено в архитектурата и музиката. За руснаците, Италия е пример за най-високите нива на култура – класическа, ренесансова или барокова. Напримр Казанската катедрала в Санкт Петербург е отчасти проектирана по модела на базиликата Свети Петър в Рим. Класическата руска литература от XIX и началото на XX век е силно повлияна от ренесансова Италия.
След победата срещу Наполеон през 1815 г., Русия се обявява против доминиращата позиция на Австрия в северна Италия. Принц Клеменс фон Метерних изостря отношенията с цар Александър Първи, но царят променя позицията си през 1819 – 1920 г.
Италианските морски търговци процъфтяват в Одеса през XIX век. Помогнаха за развитието на търговското мореплаване в Черно море. Заели са активна роля в обществения и културен живот на града и са започнали проекти за подобряването на състоянието на търговията в Одеса.
Цар Николай Първи е голям колекционер и покровител на изкуството. Той предпочита италианската култура и налага своя вкус върху произведенията, закупени за неговата лична художествена колекция и за музея Ермитаж, който открива през 1852 г.
В отговор на италианското обединение, Русия скъсва отношенията си с кралство Сардиния-Пиемонт, тогава вече Кралство Италия, през 1861 г. Все пак, отношенията са възстановени през следващата година.
През 1914 г., Италия отказва да последва съюзниците си Германия и Австро-Унгария в Първата световна война. Договаря се за по-добра сделка със Съюзниците, особено по отношения на придобиването на територии от Австро-Унгария. Русия има собствени интереси в този регион, което е усложнило преговорите, но позицията ѝ е била силно отслабена поради тежките военни загуби, които претърпява. Великобритания и Франция през април 1915 г. успяват да накарат Русия да изостави подкрепата си за повечето претенции на Сърбия, и да приеме условията за включването на Италия във войната, което е ограничило руското стратегическо присъствие в региона на Адриатическото море след войната.

### Съветско-италиански отношения
Правителствата на Италия и СССР оглавени съответно от Бенито Мусолини и Йосиф Сталин се признават помежду си като законните правителства на своите страни, и установяват дипломатически отношения на на 7 февруари 1924 г., скоро след смъртта на Владимир Ленин.
Палмиро Толяти е дългогодишен лидер на Италианската комунистическа партия между 1927 до 1964 г. Той остава в Москва, когато властите на правителството на Мусолини арестуват всички водещи лидери на партията. Коминтернът избира Толяти за водач на партията за Италия. Въпреки, че остава в Москва, той успява да поддържа единността на италианската комунистическа партия. През Втората световна война, той насочва италианската комунистическа съпротива и през 1944 г. се завръща в Италия. Сталин не разрешава на италианските комунисти да направят опит да завземат властта в страната в периода през 1944 до 1945 г. По-късно Толяти запазва връзки с Москва, и се превръща в един от главните фактори в италианската политика. Обикновено е под влиянието на партията на Христяндемократите, с помощта и на американските им съюзници.
През 1936 г. Обединените Нации налагат икономически санкции на Италия поради нейната инвазия в Етиопия. Съветския съюз публично подкрепя санкциите като „въпрос на принцип“ и се придържа към тях по отношение на някои специфични стоки, но като цяло търговията между двете държави остава на нивото отпреди войната. Санкциите засягат търговията с износа на три продукта от СССР (желязна руда, манган и хром), но износът на други стоки се увеличава, и така нивото на търговията спада само до 83.5% от времето преди санкциите. Това е малко намаление на фона на спада в търговията с Италия при други страни, като при Великобритания, износът за Италия намалява до едва 8.6 процента. Увеличава се съветският износ на петрол за Италия и Съветския съюз предоставя 91% от вноса на овес на Италия, който е използван за изхранването на конете на италианската армия. Съветският внос от Италия е бил малък преди санкциите, и остава така и след това.
На 2 септември 1933 година двете страни подписват договор за „Приятелство, неагресия и неутралитет“, но Италия не следва договора и се намесва в испанската гражданската война на срещуположната страна на СССР. Освен това Италия отговаря бързо на искането на Финландия за военна подкрепа и екипировка, за употреба срещу съветското правителство. Италия изпраща на Финландия голям брой оръжия и множество летателни изтребители. Изпратената помощ е засечена от Германия, и освободена едва след постигането на мир между Финландия и СССР.
По времето на Втората световна война, когато Италия е на страната на Германия във войната срещу СССР, италианските войници са били познати като отнасящи се много по-добре към съветските цивилни, отколкото германците. След като Италия се предава на съюзниците, на третата московска конференция те приемат декларация относно Италия за изхвърлянето на фашизма от страната, забраната за фашистите да участват във властта, и създаването на демократични органи. Съветският съюз възстановява пълни дипломатически отношения с Италия на 25 октомври 1944. През декември 1948 г. е подписан договор за търговия и морска навигация.
На решителните избори в Италия през 1948 г. се намесват силно и Съветският съюз, и американците. Комунистите предприемат стачки, масови демонстрации, нападения над полицейски участъци и окупации на фабрики. Американците отговарят заплашвайки с военна намеса в случай на комунистически преврат. Изборите са спечелени от Християндемократите на антикомунистическа платформа. Комунистите са изолирани настрани във властта на национално ниво, въпреки, че все пак контролират местната власт в някои индустриални градове и региони със силно влияние на социализма. Християндемократическата партия събира 48 процента от гласовете, а Народният демократически фронт събира около 31 процента. Народният демократически фронт е съставен от италианската комунистически партия с Толяти, и от италианската социалистическа партия с Пиетро Ненни. През 1949 г. Италия става учредяващ член на НАТО.
През периода на Студената война съветската стратегия цели неутралитет на италианската външна политика. Италия запазва пронатовските си позиции, но по някои въпроси има съвпадение, като Берлинската криза от 1961 г., когато италианският министър-председател Аминторе Фанфани е припознат като медиатор в кризата между НАТО и СССР.
Италианската комунистическа партия се противопоставя на съветските политики и осъжда съветски инвазиите и окупации в други страни, и определя съветските и американските външни политики като „отвратителни“. Краят на Съветския съюз довежда до разцепването на партията на две, като по-голямата част образува Демократическата лява партия. Въпреки това, през съществуването на Италианската комунистическа партия се осъществява силна политическа връзка между Италия и Съветския съюз, като партията е на второ място по брой гласове на изборите във времето от края на 40-те до началото на 90-те години на XX век.

### С Руската федерация
След разпада на Съветския съюз през 1991 г. Италия подписва договори за приятелство с Руската федерация, първо през 1994 и после през 1999. Двете страни засилват икономическите и търговските отношения, като през началото на новия век Русия започва да възвръща икономическа стабилност и генерира интересни икономически възможности. Правителствата на Силвио Берлускони засилват връзките на Италия с Русия, включително и чрез приятелството на Берлускони с Владимир Путин. Италия поддържа диалог с Москва, дори когато отношенията между Русия и НАТО започват да пропадат. През 2007 и 2008 г. Италия, заедно с Франция и Германия, е сред европейските страни, които открито критикуват плановете на американското правителство на Джордж Буш (2001 – 2009) да прехвърли в Източна Европа анти-въздушна отбранителна система, мярка на която Русия се противопоставя. Италия, заедно с Франция и Германия, се противопоставя на намерението на правителството на Буш да предостави план за членство в НАТО на Грузия и Украйна, по време на срещата на върха на НАТО в Букурещ през 2008 г. Причината за противопоставянето са опасенията, че тяхното членство в НАТО ще влоши отношенията с Русия, без да донесе ценно предимство за сигурността на алианса.
През 2017 г. партията на Путин Единна Русия подписва договор с италианската партия Северна лига за засилване на политическото им сътрудничество.
Бившият министър-председател на Италия и лидер на Демократическата партия Матео Ренци предполага, че организации подкрепени от Русия, може да разпространяват фалшиви новини, за да повлияят на изборните резултати, и обвинява Движението „пет звезди“, че разпространява информация подкрепяща руските правителство и външна политика. През декември 2017 американският вицепрезидент Джо Байдън обвинява Русия, че подкрепя опозиционните партии Движение пет звезди и Северна лига. През 2018 правителството на Паоло Джентилони гони двама руски дипломати след случая с отравянето на Сергей Скрипал.
През 2020 г. след разпространението на COVID-19 и началото на пандемията, Русия предоставя на Италия помощ като медицинско оборудване и специални превозни средства за дезинфекция, които Италия по-късно трябва да заплати. През 2021 г. докато продължава пандемията, търговските и културните отношения между страните бяха добри. Когато новият министър-председател Марио Драги встъпва в длъжност, той заема ясна позиция в подкрепа на Европейския съюз и НАТО, като изразява притеснение за нарушаването на човешките права в Русия. Марио Драги не споменава Русия като партньор, а като фактор с който да се провежда диалог.
С началото на ескалацията на кризата между Украйна и Русия и последвалото начало на втората война между двете страни Италия открива дипломатически канал за разрешаването на кризата. Италия осъжда остро действията на Русия и изразява подкрепа за Украйна.
В началото Италия беше против налагането на тежки икономически санкции срещу Русия, също така защото те бяха много по-ощетяващи за самата нея, отколкото за Русия. Но все пак трябваше да се придържа към плана на Европейския съюз за тежки, но постепенни икономически санкции срещу Русия.
Общественото мнение на Италия е шокирано и силно разтревожено от нападението над Украйна, също така защото определя тази война като несправедлива и неоправдаема. Още повече като война, която е между източни славяни с обща православна религия. След началото на инвазията, украинските имигранти в Италия, които имат значителен брой и присъствие, провеждат демонстрации по площадите и църквите за мир и за подкрепа от Италия.
През октомври 2022 г. Джорджа Мелони става министър-председател и променя своята позиция спрямо Русия и осъжда анексията на украински територии като незаконна и обещава, че страната ще предоставя дългосрочна помощ на Украйна.